# 完全循環湖
完全循環湖（英語：holomictic lake）は、 （通年氷が張っている湖を含めて）部分循環湖 でない湖を指す。例：全体の水を循環する為に、1年のある時期に同温度、同密度の状態になる湖）
ほとんどの湖は完全循環湖で、部分循環湖は少数存在する。